# Kontravalenz

Venn-Diagramm von
Die Kontravalenz ist das Oder mit ausgeschlossenem Und.
Unter den Mengenoperationen entspricht diesem Junktor die Vereinigung mit ausgeschlossenem Schnitt.

Kontravalenz bezeichnet in der klassischen Logik und Mathematik die Verbindung zweier Aussagen durch den zweistelligen Junktor entweder – oder, der auch exklusives Oder oder Kontravalentor heißt. Bei der Kontravalenz muss genau eine der beiden Aussagen zutreffen, entweder die eine oder die andere; weder sind beide zugleich wahr noch beide zugleich falsch.
Synonym mit Kontravalenz werden auch die Bezeichnungen ausschließende Disjunktion (auch vollständige oder antivalente Disjunktion), Bisubtraktion, ausschließendes Oder, Antivalenz, kontradiktorischer Gegensatz, Kontrajunktion oder Alternation verwendet. In der Schaltalgebra spricht man von dem Exklusiv-Oder-Gatter (XOR-Gatter), in der Aussagenlogik nennt man sie XOR-Verknüpfung.

## Definition und Eigenschaften
Definiert wird die Kontravalenz durch die Wahrheitswertefunktion ihres Junktors: Eine Kontravalenz ist genau dann wahr, wenn beide durch sie verbundenen Aussagen unterschiedliche Wahrheitswerte haben, wenn also entweder die eine oder die andere wahr ist, aber nicht beide zugleich wahr oder beide zugleich falsch sind. Der lateinische Ausdruck für dieses ausschließende Oder als „entweder – oder“ lautet „aut – aut“.
Durch eine Wahrheitstabelle (Matrix) ist die aut-Funktion als Wahrheitswertefunktion der Kontravalenz damit wie folgt gegeben:
| A      | B      | {\displaystyle A{\dot {\lor }}B} |
| ------ | ------ | -------------------------------- |
| wahr   | wahr   | falsch                           |
| wahr   | falsch | wahr                             |
| falsch | wahr   | wahr                             |
| falsch | falsch | falsch                           |

Die Kontravalenz ist assoziativ und kommutativ. Zudem ist sie selbstinvers und distributiv bezüglich logisch UND, aber nicht bezüglich ODER:
- Es gelten immer {\displaystyle A\;{\dot {\lor }}\;B=B\;{\dot {\lor }}\;A} sowie {\displaystyle (A\;{\dot {\lor }}\;B)\;{\dot {\lor }}\;C=A\;{\dot {\lor }}\;(B\;{\dot {\lor }}\;C)}.
- Es gilt immer {\displaystyle A\land (B\;\;\!\!{\dot {\lor }}\;\;\!\!C)=(A\land B)\;\;\!\!{\dot {\lor }}\;\;\!\!(A\land C)},
- jedoch gilt {\displaystyle A\lor (B\;\;\!\!{\dot {\lor }}\;\;\!\!C)=(A\lor B)\;\;\!\!{\dot {\lor }}\;\;\!\!(A\lor C)} nur, falls {\displaystyle A} falsch ist.
- Sie ist selbstinvers wegen {\displaystyle A\;{\dot {\lor }}\;B\;{\dot {\lor }}\;B=A}.
- Daraus folgt, dass das Ergebnis verknüpft mit einem Operanden den anderen Operanden ergibt: Wenn {\displaystyle A\;{\dot {\lor }}\;B\ =C}, sind {\displaystyle B\;{\dot {\lor }}\;C\ =A} und {\displaystyle A\;{\dot {\lor }}\;C\ =B}.

## Abgrenzung und Gemeinsamkeiten
Der Unterschied zum nicht-ausschließenden Oder (im engeren Sinn die Disjunktion) besteht in der „verschärften Information“, dass „von vornherein feststeht, dass eine der beiden Alternativen wahr sein muss“, doch nicht beide zugleich wahr sind, also nicht nur wenigstens, sondern auch höchstens einer der beiden Sachverhalte besteht.
Äquivalenzen der Kontravalenz, also Formeln mit anderen Junktoren, die denselben Wahrheitswertverlauf haben, sind:
- Negation des Bikonditionals (Negation der Äquivalenz) {\displaystyle \neg (A\leftrightarrow B)}[8]
- {\displaystyle (A\vee B)\wedge \neg (A\wedge B)} oder
- {\displaystyle (A\vee B)\wedge (\neg A\vee \neg B)} oder
- {\displaystyle (A\wedge \neg B)\vee (\neg A\wedge B)}.

## Bedeutung und praktische Anwendung
Die Bedeutung der Kontravalenz ist in der modernen Logik eher gering, „da sie relativ wenige Zusammenhänge zu formulieren gestattet“. In der Schaltalgebra hat sie als XOR-Verknüpfung hingegen große Bedeutung. Die Eigenschaft, dass die zweimalige Anwendung der XOR-Verknüpfung der Identität entspricht, d. h., dass sie selbstinvers ist, wird unter anderem in der Kryptographie – dort ermöglicht sie die Verwendung der gleichen Funktion beim Verschlüsseln und Entschlüsseln – sowie beim RAID-System verwendet.

## Notation und Aussprache
Symbole des Kontravalentors sind unter anderem:
- {\displaystyle {\dot {\lor }}}
- ⌴ ein halbes nach oben offenes Quadrat.[10]
- XOR oder EOR
- {\displaystyle \nleftrightarrow }
- {\displaystyle \oplus }

Die Sprechweise für den Junktor
{\displaystyle A\;\;\!\!{\dot {\lor }}\;\;\!\!B} variiert ebenfalls:
- „A kontra B“[11]
- „A oder (aber) B“[6]
- „Entweder A, oder B“[12][13]
- „A, außer dass B“[14]
- „A, ausgenommen dass B“[14]
- „A, es sei denn, dass B“[14]
- „A genau dann, wenn nicht B“[15]

Gemeinsprachlich wird der Kontravalentor mit „entweder – oder“ umschrieben.